# Wilhelm Ludwig von Dörnberg
Wilhelm Ludwig Freiherr von Dörnberg (* 10. Juni 1691 auf Schloss Hausen; † 1741) war ein deutscher Jurist und landgräflicher Regierungsrat sowie Subdelegationskommissar des Kaisers.

## Leben

### Herkunft und Familie
Wilhelm Ludwig von Dörnberg entstammte dem Geschlecht der Freiherren von Dörnberg, das zum evangelischen hessischen Uradel gehörte. Von 1732 an hatten die von Dörnberg das Hofamt des Erbküchenmeisters (Erbhofmeisters) von Hessen-Kassel inne. Er war der  Sohn des Freiherrn Wilhelm Ludwig von Dörnberg (1661–1696) und dessen Gemahlin Hedwig Sophie Gräfin von Kunowitz (1666–1700, Tochter des Ministers Johann Dietrich von Kunowitz).

### Wirken
Zusammen mit seinem Bruder Johann Caspar (1689–1734) absolvierte er in den Jahren 1703 bis 1705 eine juristische Ausbildung an den Universitäten in Marburg, Halle und Basel. 1723 wurde er Regierungsrat im Dienste des Landgrafen. Bevor er im Juli 1730 als Oberamtmann in Hersfeld tätig wurde, erhielt er am 27. Januar 1727 seine Ernennung zum Wirklichen Regierungsrat. 1734 kam er in die Dienste des Kaisers und wurde dessen Subdelegationskommissar. Er führte den Titel Geheimer Kriegsrat.